# 대파트라산맥

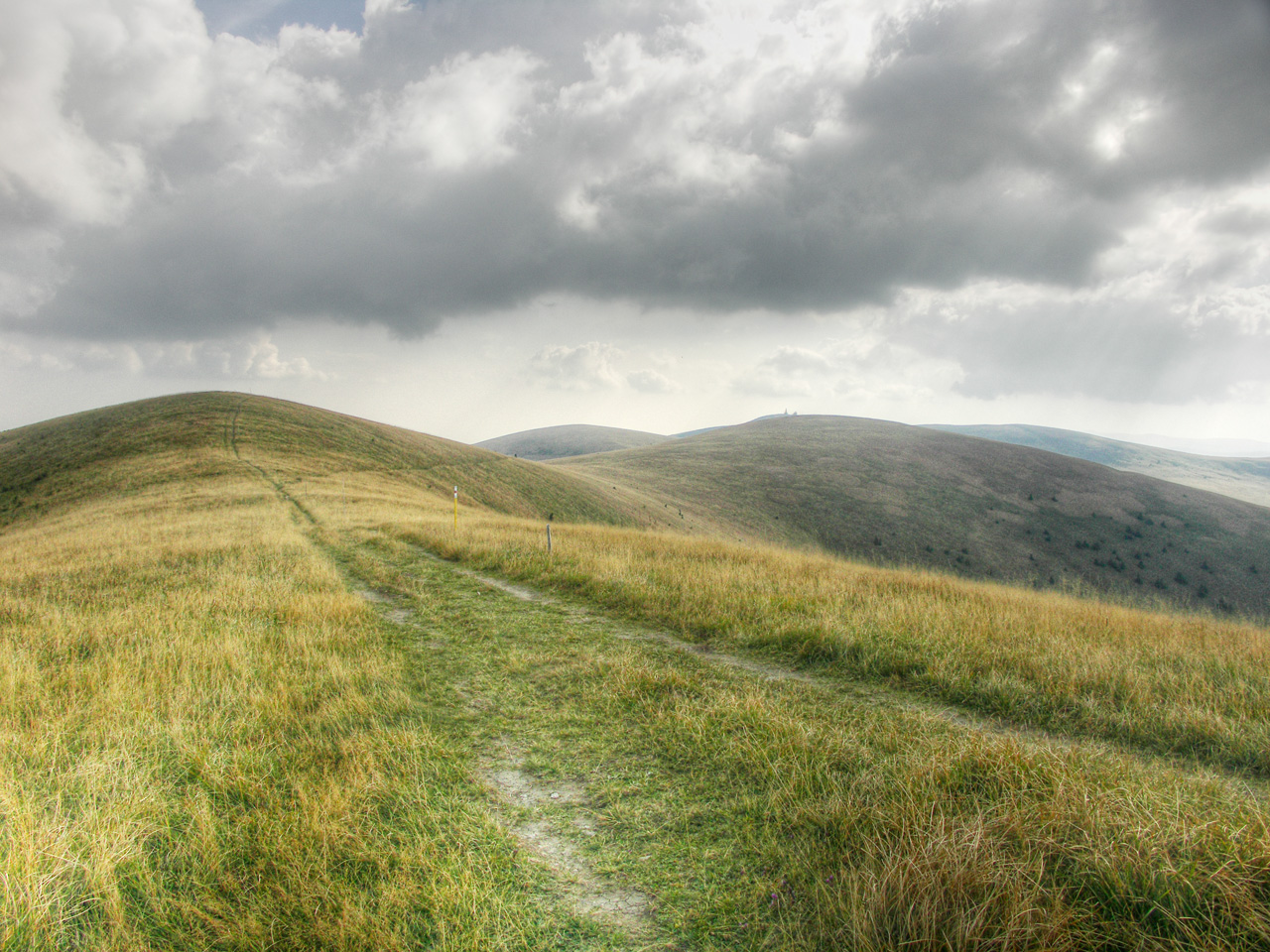
대파트라산맥

대파트라산맥(슬로바키아어: Veľká Fatra 벨카파트라)은 슬로바키아 중부에 위치한 산맥이다. 산맥의 동서 길이는 45km, 동서 너비는 20km이다. 소파트라산맥의 남동쪽에 위치하며 질리나주, 반스카비스트리차주와 접한다.
산맥의 약 90%가 너도밤나무, 전나무 숲에 둘러싸여 있고 카르스트 지형이 많은 편이다. 대파트라산맥에서 가장 높은 봉우리는 오스트레도크봉(Ostredok)으로 높이는 1,596m이다. 산맥의 대부분은 2002년에 슬로바키아의 국립공원으로 지정된 대타트라산맥 국립공원(전체 면적 40,371.34ha)에 포함되어 있다.